# Ernst Christoph von Manteuffel
Ernst Christoph von Manteuffel (ur. 22 lipca 1676 w Kerstin (Karcino) na Pomorzu, zm. 30 stycznia 1749 w Lipsku) – królewsko-polski i elektorsko-saski szambelan i poseł, poseł nadzwyczajny Rzeczypospolitej w Królestwie Danii w latach 1705–1711 i w 1715 roku. 

## Życiorys
W latach 1693–1696 studiował filozofię na uniwersytecie w Lipsku. Od 1699 do 1701 w służbie Brandenburgii, Berlin musiał w końcu opuścić, ponieważ przypisywano mu autorstwo paszkwilu "Lampon".
Manteuffel był posłem nadzwyczajnym (extraordinaris envoyé) Saksonii w Kopenhadze w latach 1705–1711, w latach 1711–1717 w Berlinie, następnie w latach 1717–1730 ministrem rządu Saksonii; od roku 1709 baron, a od 1719 hrabia Rzeszy. Był zwolennikiem pokojowej polityki wobec Prus i Austrii, a przeciwnikiem Francji.
Jako poseł w Berlinie, do 1715 reprezentował tylko interesy saskie, zmieniło się to w 1716, gdy dostał dodatkową instrukcję z polskiej kancelarii koronnej.
W 1716 August II Mocny chciał uczynić go także posłem w Danii, lecz Duńczycy sprzeciwili się tej kandydaturze.
Po śmierci Jakuba Henryka Flemminga w 1728 uznano, że każdemu z departamentów Tajnego Gabinetu (spraw zagranicznych i spraw wewnętrznych) ma przewodzić po dwóch ministrów. Departament spraw zagranicznych przejęli wspólnie von Manteuffel i François Joseph Wicardel de Fleury et de Beaufort. Pierwszy minister Karl Heinrich von Hoym, który nastał po Flemmingu, wspierał Fleury'ego w jego mocno pro-francuskim kursie politycznym, wbrew Manteufflowi.
W 1730 ustąpił ze stanowiska w gabinecie (jego miejsce zajął Pietro Roberto Taparelli, hrabia Lagnasco) i przeniósł się do swych dóbr w Karcinie, lecz nadal utrzymywał kontakt z drezdeńskim gabinetem.
Po śmierci Augusta II w 1733, przeprowadził się do Berlina, gdzie pisał dzieła filozoficzne i rozpowszechniał nauki, jakie głosił Christian Wolff.
W 1719 roku odznaczony Orderem Orła Białego. Członek Royal Society i Pruskiej Akademii Nauk w Berlinie.
W Polsce otrzymał indygenat pod nazwiskiem Kiełpiński.